# Playa de Fuentebravía
Fuentebravía es una playa de El Puerto de Santa María (provincia de Cádiz, Andalucía, España), la más lejana de las playas de esta localidad andaluza. Cuenta con diferentes urbanizaciones en su acceso, así como servicios de diverso tipo.

## Estructura
Al pie del acantilado y entre la Urbanización de Fuentebravía y la Base Naval de Rota. Cuenta con un área de reposo de 5000 m². De arenas finas de color dorado, el grado de estabilidad de las mismas está en constante regresión. Por la calidad de sus servicios y sus aguas recibe un turismo masivo tanto nacional como internacional.
- Longitud de la playa: 630 m
- Anchura media: 48 m
- Pendiente media: 8 %
- Tipo de Arena: Arena aportada – color dorada
- Dispositivos: Botiquín, embarcación de socorrismo, servicio higiénico-sanitarios y duchas

Cuenta con zona de paseo peatonal.

## Galería

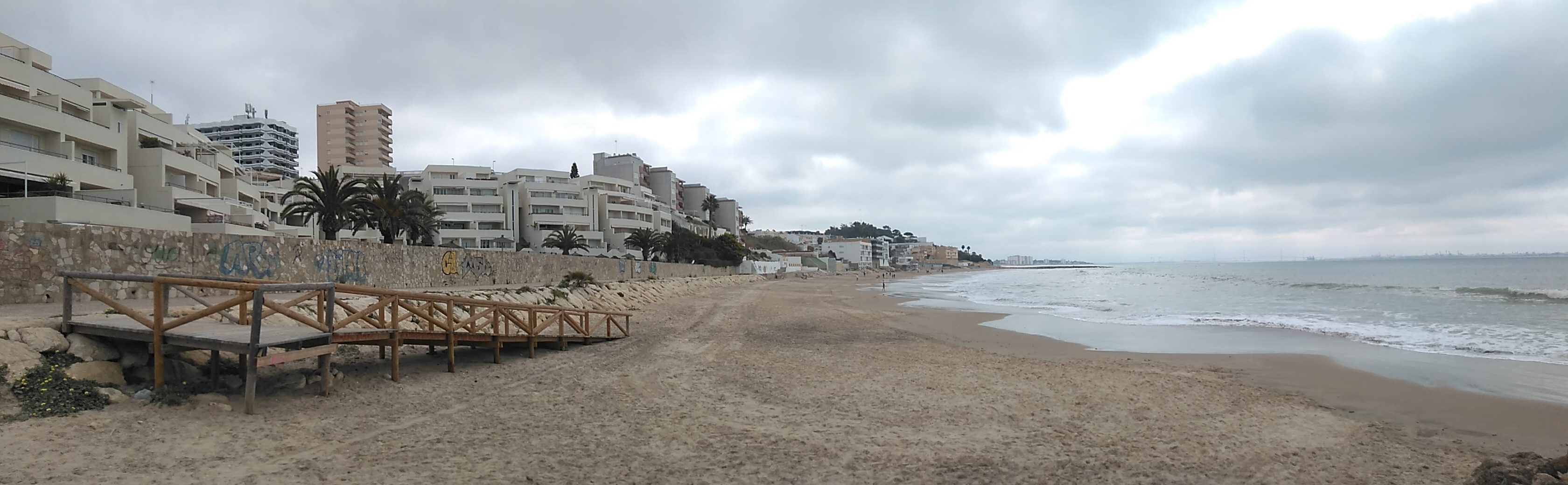
La playa vista desde el límite de la Base Naval de Rota